# Parafia św. Anny w Krzyżanowicach
Parafia św. Anny w Krzyżanowicach – rzymskokatolicka parafia dekanatu Tworków diecezji opolskiej.
Parafia została utworzona w 1285. Została wymieniona w spisie świętopietrza, sporządzonym przez archidiakona opolskiego Mikołaja Wolffa w 1447, pośród innych parafii archiprezbiteratu (dekanatu) w Raciborzu, pod nazwą Krzyzanowicz. W granicach Polski i diecezji opolskiej od końca II wojny światowej.
Obecny kościół parafialny został wpisany do rejestru zabytków 17 lutego 1955 (nr rej. A/569/2019).